# Couvent des Augustins de Chinon
Pour les articles homonymes, voir Couvent des Augustins.
Le couvent des Augustins est un ancien couvent dans la commune de Chinon, dans le département français d'Indre-et-Loire.
Il est construit au milieu du XIVe siècle, en reprenant en grande partie des bâtiments déjà existants, agrandi au XVIIe siècle mais, depuis la Révolution française, une grande partie de ses locaux accueille la sous-préfecture de Chinon. Au XXIe siècle, le reste des bâtiments est consacré au conservatoire de musique et de danse et à une école privée.

## Localisation
Le couvent est implanté à l'est de la ville-fort médiévale, dans le faubourg Saint-Étienne. Dans la topographie moderne, il s'étire le long de la rue Philippe-de-Commines, entre l'église Saint-Étienne de Chinon au nord jusqu'à la place Mirabeau au sud.

## Histoire
Moins d'un siècle après la fondation de l'ordre de Saint-Augustin en 1243, une bulle pontificale de Jean XXII autorise en 1334 la création d'un couvent de cet ordre à Chinon et l'archevêque de Tours Pierre de Fretaud permet l'édification d'une église. Les terrains et bâtiments mis à disposition des Augustins se révèlent toutefois insuffisants et il faut attendre de nouvelles acquisitions pour que la construction, sans doute aussi retardée par le début de la guerre de Cent Ans, commence véritablement en 1359.
En 1649, le couvent s'agrandit vers l'est sur l'emprise d'une rue, ce qui oblige les Augustins à céder au nord des terrains pour le percement d'une nouvelle voie desservant les terrains menacés d'enclavement. Les bâtiments existants sont remaniés, et en premier lieu l'église dont toute la partie occidentale est aménagée en habitation à l'usage du prieur.
En 1705 le corps de ville demande aux Augustins de diriger le collège — les cours se donnent sans doute dans les locaux du couvent — mais les résultats sont mauvais et la charge leur est retirée en 1721.
Le couvent n'abrite plus que sept moines en 1766 et ils doivent quitter les lieux lorsque le décret des 13 et 19 février 1790 supprime les ordres mendiants. Les bâtiments du couvent, déclarés bien nationaux, sont mis en vente mais les autorités locales refusent de les céder à l'adjudicataire en 1791, et ils restent définitive propriété du district, excepté les deux bâtiments les plus septentrionaux qui sont quand même vendus.
Le 9 prairial an VII (28 mai 1799), le premier sous-préfet de Chinon prend ses fonctions dans la partie conservée par l'État.
En 2004, des travaux sont engagés pour dégager et étudier la structure des arcades de l'aile orientale du cloître.

## Description
- Sous-préfecture
- 1 : Bâtiments conventuels
- 2 : Cloître
- 3 : Aile du cloître
- 4 : Église
- Autres affectations
- 5 : Bas-côté
- 6 : Chapelle
- 7 : Cour

Plan du couvent.
Sous-préfecture
Autres affectations

Les importantes modifications apportées au XVIIe siècle ne permettent pas d'apprécier l'emprise exacte du couvent avant cette date ; ses bâtiments devaient sans doute s'étendre bien davantage vers le nord, au-delà de la rue Urbain-Grandier percée à cette date.
Les bâtiments épousent la forme d'un quadrilatère entourant le cloître dont une partie de l'arcature orientale est visible.

## Pour en savoir plus